# Brian Weiss
Brian Leslie Weiss (ur. 6 listopada 1944) – amerykański psychiatra, hipnoterapeuta, autor specjalizujący się w regresjach do poprzednich wcieleń. Jego badania dotyczą reinkarnacji, poprzednich wcieleń, regresji, wędrówek w przyszłość i życia ludzkiej duszy po śmierci.

## Edukacja i kariera medyczna
Weiss studiował na Uniwersytecie Columbia,  a później, w 1970, został absolwentem wydziału medycyny Uniwersytetu Yale. Po ukończeniu praktyk w dziedzinie chorób wewnętrznych w New York University Medical Center powrócił do New Haven na dwuletni staż z psychiatrii. Następnie został ordynatorem psychiatrii w Mount Sinai Medical Center w Miami.

## Regresja do poprzednich wcieleńi wędrówki w przyszłość
Według Weissa w 1980 jedna z jego pacjentek, Catherine, pod wpływem hipnozy zaczęła opowiadać o doświadczeniach z poprzedniego życia. Weiss nie wierzył w reinkarnację, ale po potwierdzeniu fragmentów relacji Catherine przez archiwa państwowe zaczął uważać, że jakiś fragment ludzkiej osobowości jest w stanie przetrwać śmierć. Weiss twierdzi, że od 1980 przeprowadził regresje hipnotyczne ponad 4000 pacjentów.
Weiss broni regresji hipnotycznej jako formy terapii, twierdząc, że wiele fobii i chorób na swoje korzenie w poprzednich wcieleniach, a ich doświadczenie przez pacjenta może mieć efekt terapeutyczny. Weiss pisze również o wiadomościach otrzymanych od „mistrzów”, lub „bardzo rozwiniętych, niefizycznych dusz”, z którymi rozmawiał za pomocą badanych osób. Weiss prowadzi warsztaty i seminaria na terenie całych Stanów Zjednoczonych, na których wyjaśnia i uczy technik medytacyjnych umożliwiających samodzielne przeprowadzenie regresji. Obejmują one jednodniowe warsztaty pt. Hay House I Can Do It i intensywne, eksperymentalne warsztaty w Omega Insitute for Holistic Studies w Nowym Jorku.

## Media
Weiss jest częstym gościem programów telewizyjnych i radiowych, w tym The Oprah Winfrey Show, Coast to Coast AM, Larry King Live, i 20/20. Jest autorem ośmiu książek na temat reinkarnacji, w tym Only Love is Real, która jest bestsellerem USA Today. W maju 2008 pojawił się w The Oprah Winfrey Show w odcinku dotyczącym reinkarnacji, a pięć lat później, w czerwcu 2013, Oprah ponownie przeprowadziła z nim wywiad w  jednym z odcinków Super Soul Sunday, na kanale OWN Network.

## Życie osobiste
Weiss mieszka wraz z żoną Carol w Miami na Florydzie, gdzie pisze i prowadzi publiczne seminaria i warsztaty na temat reinkarnacji. Jego córka Amy E. Weiss jest współautorką jego książki z 2012 Miracles Happen: The Transformational Healing Power of Past-Life Memories.